# Mark Umbers
Mark Umbers, född 17 juni 1973 i Harrogate i North Yorkshire, är en brittisk skådespelare. Umbers har bland annat medverkat i A Good Woman, Älskarinnor och Home fires.

## Filmografi i urval
- 1998 – Berkeley Square (TV-serie)
- 1998 – Love Is the Devil - Studie för ett porträtt av Francis Bacon
- 1999 – The Bill (TV-serie)
- 2000 – Röda nejlikan (Miniserie)
- 2003 – Foyle's War (TV-serie)
- 2004 – Morden i Midsomer (TV-serie)
- 2004 – A Good Woman
- 2005 – Me, Myself & Kubrick
- 2006 – These Foolish Things
- 2007 – Tillbaka till Aidensfield (TV-serie)
- 2007 – Cassandra's Dream
- 2008 – Che - Gerillaledaren
- 2008 – Morden i Midsomer (TV-serie)
- 2009 – Älskarinnor (TV-serie)
- 2015–2016 – Home fires (TV-serie)
- 2017 – King Arthur: Legend of the Sword
- 2018 – My Dinner with Hervé (TV-film)
- 2018 – Collateral (TV-serie)